# Kenneth Stevenson (homme politique)
Kenneth Stevenson (né en 1963 ou 1964) est un homme politique britannique, membre du Parti travailliste écossais. Il est député d'Airdrie and Shotts depuis 2024.

## Biographie

### Jeunesse et carrière
Kenneth Stevenson travaille comme ingénieur dans des entreprises telles que BAE Systems, Hyster (en) et Terex. Il devient professeur d'ingénierie au Anniesland College (en) en 2006, qui a ensuite fusionné avec le Glasgow Clyde College (en).

### Carrière politique
Kenneth Stevenson est élu membre du Conseil du North Lanarkshire (en) pour Fortissat (en) en 2017 et réélu en 2022. En tant que conseiller, il est coordinateur du Comité des communautés et du Forum de partenariat pour la sécurité communautaire de 2022 à 2024. Il démissionne du Conseil en août 2024.
Kenneth Stevenson est élu député d'Airdrie and Shotts aux élections générales de 2024, battant son prédécesseur du parti national écossais, Anum Qaisar. Il avait déjà participé à l'élection partielle de 2021 pour la même circonscription, où il était arrivé deuxième derrière Qaisar. Lors de la sélection des candidats du Parti travailliste pour les deux élections, Stevenson avait battu l'ancienne députée de la circonscription, Pamela Nash,.